# Cane da pastore catalano
Il cane da pastore catalano (detto anche Catalonian Sheepdog, Gos d'Atura Català o Perro de pastor catalán) è una razza canina di origine catalana riconosciuta dalla FCI (Standard N. 87, Gruppo 1, Sezione 1).

## Storia
È originario dei Pirenei catalani. Viene anche chiamato Gos d'Atura ("Cane da Pastore" in lingua catalana). La varietà diffusa è quella a pelo lungo, soprattutto perché la pastorizia in Catalogna trova la sua diffusione principale nelle zone pedemontane, tra i monti iberici, l'Aragona e i Pirenei, dove il clima risulta piuttosto rigido. La razza è stata riconosciuta nel 1929. Si disputa fra gli esperti sulla discendenza di questa razza dall'italiano cane da pastore bergamasco.

## Descrizione
La coda è inserita piuttosto bassa, può essere lunga e superare leggermente il garretto, o corta al di sotto dei 10 cm. Pende, a riposo, a uncino nella parte inferiore. In azione si alza allegramente. I colori sono fulvo, sabbia e grigio. Se invece prevale il nero, e si combina solo con peli bianchi, il risultato è un nero che sembra coperto di brina. Il mantello è a pelo lungo, piatto, ruvido, con abbondante sottopelo su tutto il posteriore. Barba e baffi sul muso, con ciuffo e sopracciglia. Le orecchie sono inserite alte, sottili, triangolari e terminanti a punta. La testa è robusta, leggermente convessa e larga alla base, non pesante e ben proporzionata. Stop ben percettibile ma non accentuato. Muso diritto, piuttosto corto, a forma di tronco piramidale.

## Carattere
Le sue prerogative sono rimaste integre nei secoli per effetto della selezione fatta dai pastori nella loro pratica quotidiana. In particolare si sono fatti accoppiare gli elementi più validi ed equilibrati. Il risultato è un cane mai litigioso, e, semmai, piuttosto solitario, il pastore Catalano è completamente dedito al suo lavoro che consiste non solo nel condurre ai pascoli il bestiame ma anche nel sorvegliarlo per evitare che invada terreni coltivati o si disperda, con tutti i pericoli e le conseguenze che ne possono derivare. 

## Cure
Non richiede particolari cure, né per quanto riguarda l'alimentazione, né per quanto riguarda la cura del mantello. È un cane molto rustico e di poche esigenze.

## Consigli
Non crea particolari problemi al suo proprietario. Si affeziona infatti a tutti i membri della famiglia e risulta tollerante con i bambini. Gli esperti della razza lo sconsigliano però a chi possiede solo un piccolo appartamento. Infatti il pelo, la taglia e il suo carattere che talvolta risulta essere poco remissivo, potrebbero comportare qualche problema. È semmai consigliabile tenerlo in giardino, dove potrà svolgere egregiamente le sue funzioni di guardiano dei beni del padrone.

## Diffusione
Nel 2004 sono stati registrati 2 cuccioli iscritti ai libri genealogici dell'ENCI, ma a parte il boom del 1999, 2000, 2001 (20 cuccioli l'anno), la sua diffusione è costante.

## Caratteristiche
| Adatto per        | Meno adatto per |
| ----------------- | --------------- |
| Compagnia         |                 |
| Agility dog       |                 |
| Freestyle         |                 |
| Difesa            |                 |
| Obedience         |                 |
| Guardia           |                 |
| Fly ball          |                 |
| Protezione civile |                 |